# Empoasca formidolosa
Empoasca formidolosa är en insektsart som beskrevs av Irena Dworakowska 1981. Empoasca formidolosa ingår i släktet Empoasca och familjen dvärgstritar. Inga underarter finns listade i Catalogue of Life.